# Dlouhý Most
Dlouhý Most é um município da República Checa localizada no distrito de Liberec, região de Liberec.